# Verrucosa furcifera
Verrucosa furcifera là một loài nhện trong họ Araneidae.
Loài này thuộc chi Verrucosa. Verrucosa furcifera được Eugen von Keyserling miêu tả năm 1886.